# 9265 Ekman
9265 Ekman (1978 RC9) là một tiểu hành tinh vành đai chính được phát hiện ngày 2 tháng 9 năm 1978 bởi C.-I. Lagerkvist ở Đài thiên văn Nam Âu.